# Estación de Cazalla-Constantina
Cazalla-Constantina es una estación de ferrocarril situada en el municipio español de Cazalla de la Sierra, en la provincia de Sevilla, aunque también presta servicio al cercano municipio de Constantina. Cuenta con servicios de Media Distancia y forma parte de la línea C-3 de la red de Cercanías Sevilla.

## Situación ferroviaria
Las instalaciones se encuentran situadas en el punto kilométrico 155,3 de la línea férrea de ancho ibérico Mérida-Los Rosales, a 421 metros de altitud sobre el nivel del mar, entre las estaciones de Alanís y Pedroso. El tramo es de vía única y está sin electrificar.

## Historia
La estación fue abierta al tráfico el 16 de enero de 1885 con la puesta en funcionamiento del tramo El Pedroso-Llerena, de la línea férrea que pretendía unir Los Rosales, al norte de Sevilla con Mérida. Fue el último tramo en construirse, debido a que era el más complejo de la línea al atravesar Sierra Morena. Las obras corrieron a cargo de MZA, siendo este el único tramo que construyó la compañía, ya que el resto fue obra de Manuel Pastor y Landero, ingeniero de caminos que logró la concesión inicial en 1869. En 1941, tras la nacionalización del ferrocarril en España, la estación pasó a ser gestionada por RENFE. Desde el 31 de diciembre de 2004 Adif es la titular de las instalaciones.

## Servicios ferroviarios

### Media Distancia
Únicamente efectúa parada un tren diario MD por sentido que permite conexiones directas con Madrid, Plasencia, Cáceres, Mérida, Zafra y Sevilla. 
| Línea MD | Trenes | Origen/Destino      |  | Destino/Origen                  |
| -------- | ------ | ------------------- |  | ------------------------------- |
| 74       | MD     | Sevilla-Santa Justa |  | Cáceres Madrid-Atocha Cercanías |

### Cercanías
La estación forma parte de la línea C-3 de la red de Cercanías Sevilla operada por Renfe.
| procedencia/destino | < estación | Línea | estación > | destino/procedencia |
| ------------------- | ---------- | ----- | ---------- | ------------------- |
| Terminal            | Terminal   |       | Pedroso    | Sevilla-Santa Justa |